# Počedělice
Počedělice är en ort i Tjeckien.   Den ligger i regionen Ústí nad Labem, i den nordvästra delen av landet, 50 km nordväst om huvudstaden Prag. Počedělice ligger 175 meter över havet och antalet invånare är 273.
Terrängen runt Počedělice är huvudsakligen platt, men österut är den kuperad. Počedělice ligger nere i en dal.Runt Počedělice är det ganska glesbefolkat, med 39 invånare per kvadratkilometer. Närmaste större samhälle är Louny, 6,7 km väster om Počedělice. Trakten runt Počedělice består till största delen av jordbruksmark.